# Felix Smith
Felix Thomas Elkjær Smith, född 12 oktober 1976, är en dansk programledare som bland annat varit värd för Dansk Melodi Grand Prix.
Han har även varit programledare på DR P3 och för Talent och Skjulte stjerner. Han medverkade i filmen Kidnappet 2010.